# Aleuropteridis eastopi
Aleuropteridis eastopi là một loài côn trùng cánh nửa trong họ Aleyrodidae, phân họ Aleyrodinae.
Aleuropteridis eastopi được Mound miêu tả khoa học đầu tiên năm 1961.